# Trichius rosaceus
Trichius rosaceus är en skalbaggsart som beskrevs av Voet 1769. Trichius rosaceus ingår i släktet Trichius och familjen Cetoniidae. Utöver nominatformen finns också underarten T. r. zonatus.

## Bildgalleri

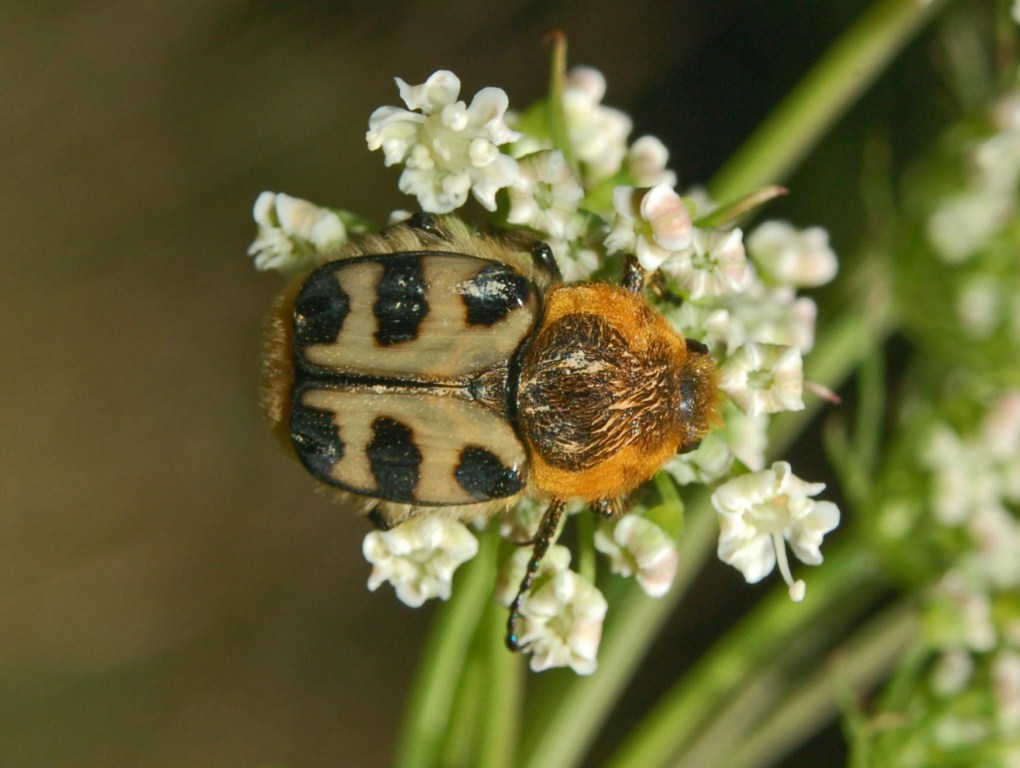